# Нарама
Нарама (пол. Narama) — село в Польщі, у гміні Івановиці Краківського повіту Малопольського воєводства.
Населення — 815 осіб (2011).
У 1975-1998 роках село належало до Краківського воєводства.

## Демографія
Демографічна структура станом на 31 березня 2011 року:
|          | Загалом | Допрацездатний вік | Працездатний вік | Постпрацездатний вік |
| -------- | ------- | ------------------ | ---------------- | -------------------- |
| Чоловіки | 405     | 88                 | 285              | 32                   |
| Жінки    | 410     | 88                 | 248              | 74                   |
| Разом    | 815     | 176                | 533              | 106                  |